# Снежные псы
«Сне́жные псы» (англ. Snow Dogs, 2002) — американский комедийный художественный фильм, снятый по мотивам книги Гэри Полсена (Gary Paulsen) «Winterdance: The Fine Madness of Running the Iditarod», вышедший на экраны 18 января 2002 года. Производство кинокомпании «Walt Disney Pictures», режиссёр Брайан Левант. В главных ролях: Кьюба Гудинг младший, Джеймс Коберн.

## Сюжет
Тед Брукс — успешный врач-стоматолог, практикующий в Майами (штат Флорида, США). Это ремесло он перенял у своего отца, который при жизни также был преуспевающим дантистом. У Теда собственная стоматологическая клиника «Ослепительная улыбка» (англ. Hot Smile!), обширная клиентура.
Однажды в жизни Теда Брукса всё резко и радикально изменилось. Он получил уведомление о праве на наследование. Женщина по имени Люси Уоткинс, проживавшая и умершая на Аляске, завещала Теду всё своё имущество, назвав при этом его своим сыном. Мать Теда, Амелия, призналась, что они с мужем усыновили его в младенчестве, и когда он умер, она так и не отважилась рассказать сыну правду. Тед отправился на север исполнить последнюю волю своей настоящей матери и выяснить подробности своего рождения.
Городок под названием Толкетна, где жила Люси, оказался типичным приполярным селением. К удивлению Теда, его мать оставила ему не только всё своё скромное имущество, в виде добротного коттеджа у подножья гор, но и 8 собак, 7 из которых — ездовые собаки-чемпионы — сибирские хаски и маламуты, с которыми Люси заняла третье место в «Поединке Арктики» — ежегодного соревнования по гонкам на собачьих упряжках, проводящегося в Толкетне.
Собак Люси очень хотел купить один из местных жителей — охотник по имени Джеймс Джонсон, известный в округе как Джек Гром (прозван из-за легенды, что он дважды пережил удар молнии). Джек и Тед не смогли договориться о цене, и Брукс решил попробовать наладить контакт с собаками. Подружиться удалось только с бордер-колли Наной — домашней собакой Люси, которая ценила её как компаньона. Остальные наотрез отказались подчиняться Теду и всячески старались насолить ему. Во главе с вожаком по кличке Демон собаки превратили учёбу Теда в сплошной кошмар.
Навести порядок Бруксу помогла девушка по имени Барб, владелица местного бара и единственная подруга Люси, но Демон всё равно поступал по-своему. Постепенно между Тедом и Барб возникли тёплые взаимоотношения, переросшие во взаимное чувство. Неожиданно Тед узнал, что Джек Гром и есть его настоящий отец, но оказалось, что того этот вопрос мало интересовал. Ему больше интересны были собаки Люси.

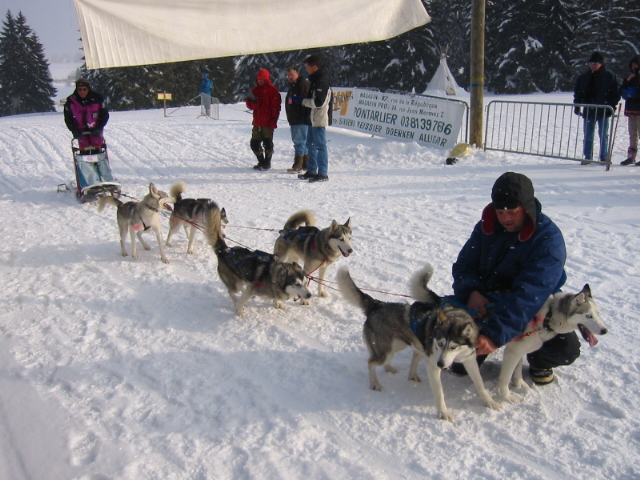
Ездовые собаки

Однажды Джек спас Теда от гибели после неудачной прогулки на упряжке и рассказал, что его появление на свет было случайным и никаких чувств у них с Люси не было. После этого известия Тед решил вернуться в Майами и отдал собак Джеку Грому. Там среди некоторых взятых на память вещей Люси Брукс нашёл старую фотографию Люси, в которой была спрятана фотография из больницы, на которой Тед в младенчестве в окружении своих настоящих родителей. Поняв, что Джек его обманул, Тед отправился обратно на Аляску, чтобы раз и навсегда узнать правду. Там он узнал, что Джек забрал Демона, отправился на очередной этап гонки на собаках в сильный буран и пропал. Тед запряг в нарты собак Люси, вожаком поставил мечтавшую об упряжке Нану, и отправился на поиски своего отца.
С трудом Тед нашёл Джека, тяжело раненого, в одной только им знакомой пещере за замёрзшим водопадом. Тот рассказал, что на самом деле он любил Люси, но они не смогли решиться воспитывать ребёнка, будучи «одиночками, способными лишь растить собак», и отдали его в другую семью. Брукс, наконец, наладил отношения с Демоном, которому вовремя помог с больным зубом. Тед доставил Джека на нартах, запряжённых двумя упряжками с Демоном и Наной во главе, в Толкетну. «Поединок Арктики» они не выиграли, однако по давней традиции соревнований получили почётное право задуть факел-талисман соревнований как пришедшие последними.
В конечном счёте Тед Брукс решил остаться жить в Толкетне, открыл там филиал своей стоматологической клиники, в которой жители посёлка остро нуждались, и женился на Барб. Демон и Нана тоже создали семью и стали жить вместе с ними.

## Роли исполняли

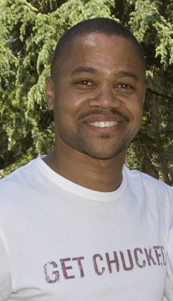
Кьюба Гудинг младший

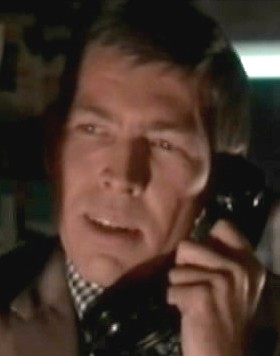
Джеймс Коберн в молодости

### Люди
- Кьюба Гудинг младший — Тед Брукс
- Джеймс Коберн — Джеймс Джонсон (Джек Гром)
- Джоанна Бакалсо — Барб
- Нишель Никольс — Амелия (мать Теда)
- М. Эммет Уолш — Джордж
- Кристофер Джадж — отец Теда
- Анджела Мур — Люси (биологическая мать Теда)

### Собаки
(В порядке положения в упряжке)
- Флай (Fly) — Нана (Nana)
- Дэш (Dash) — Нана (дублёр в упряжке)
- Ди Джей (D. J.) — Демон (Demon)
- Коди (Cody) — Демон (дублёр в упряжке)
- Флойд (Floyd) — Мак (Mack, в титрах Mac)
- Шэдоу (Shadow) — Дизель (Diesel)
- Спиди (Speedy) — Скуп (Скупер) (Scooper, в титрах Digger)
- Тика (Tika) — Герцогиня (Dushess)
- Кода Бэар (Koda Bear, в титрах Koda) — Ёдэль (Yodel)
- Бак (Buck) — Снифф (Sniff)

### Озвучивание
- Джеймс Белуши — Голос Демона на пляже
- Джейн Сиббетт — Голос Наны на пляже

## Процесс создания фильма

### Актёры основных ролей
Вопреки сложившемуся мнению, что очень сложно снимать детей и собак, режиссёр Брайан Левант, у которого дома на момент съёмок жило шесть собак, по его мнению, сделал на этом карьеру. Он задался целью показать в фильме большое количество комедийных сцен.
По словам Леванта, Кьюба Гудинг очень удачно подходил своей роли, и с другим актёром, возможно, задумка создателей не осуществилась бы. Все трюки, на которых видно лицо Кьюбы, выполнял он сам. Каждый день Кьюба Гудинг и его дублёр Тир Тёрнер отправлялись в горы для тренировки собак. Кьюба ощутил на себе всю прелесть управления собачьей упряжкой, оказалось, что это довольно тяжёлый труд. Однако он распознал повадки ездовых собак и был поражён их умом и сообразительностью.
Без особых проблем с упряжкой справлялся и Джеймс Коберн. Его задачей было изобразить сурового северного человека, профессионального охотника и наездника на собачьей упряжке. Это должен был быть человек, вокруг которого люди замолкают и расступаются, собаки прячутся, а дети начинают плакать. Но в душе у него скрыт добрый и порядочный человек. С этой ролью Кобурн справился на «отлично».
Нишель Никольс (исполнительница роли мамы Теда Брукса) видела в своей героине сходство с собственной матерью. Во время проб, после прочтения сценария, Нишель заявила режиссёру и продюсеру, что если её не возьмут на эту роль, она их убьёт.

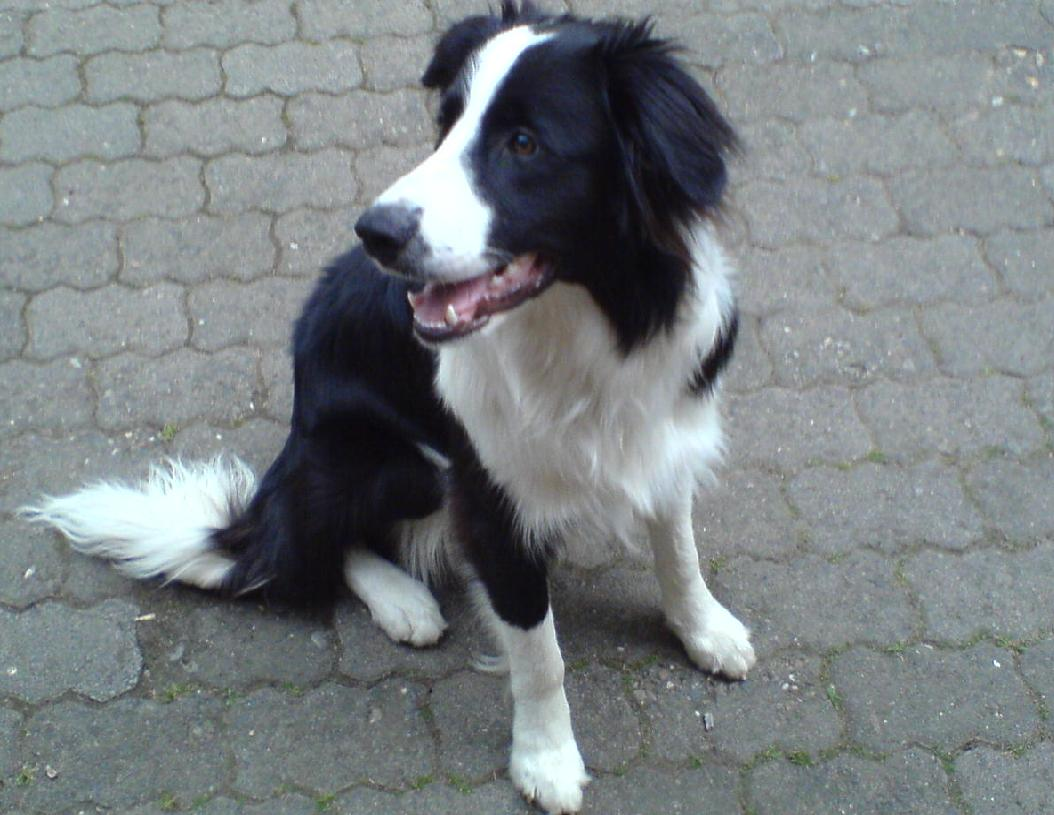
Бордер-колли

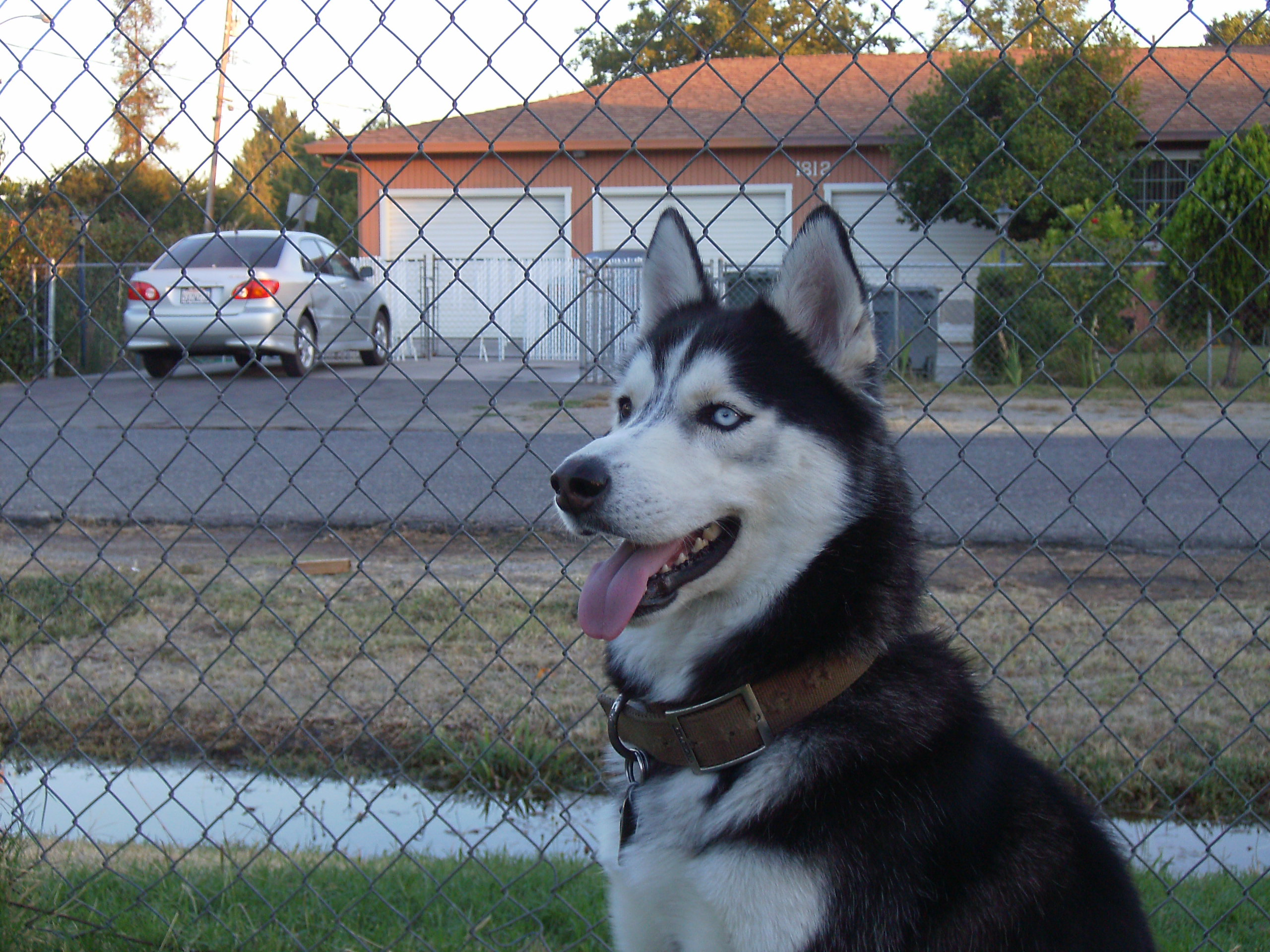
Сибирский хаски

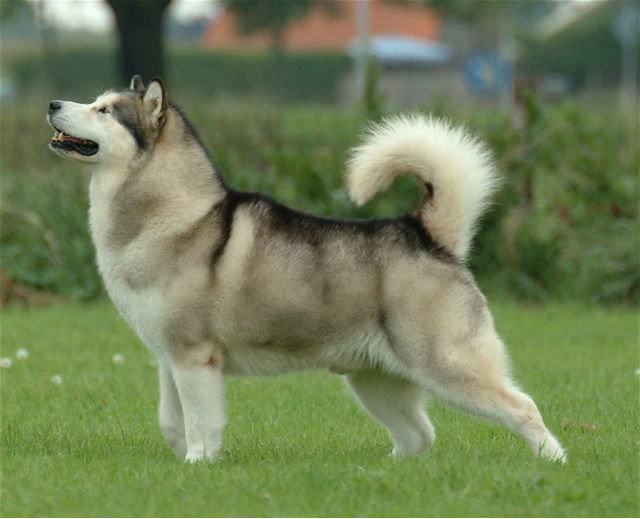
Аляскинский маламут

Джоанна Бакалсо, исполняющая роль Барб, должна была изобразить этакую крутую девушку за барной стойкой времён пятидесятых годов, способную противостоять любому посетителю её заведения при наведении там порядка, но, тем не менее, женственную и ранимую. Барб, по задумке авторов, должна была через свой образ передать дух Люси — настоящей матери Теда.

### Работа с собаками
Съёмочная группа отбирала собак-претендентов для работы по всей стране. Сложность заключалась и в подготовке собак к громким и непонятным звукам съёмочной техники, крикам толпы фанатов по сюжету. В процессе создания фильма участие принимали несколько собачьих упряжек, которые должны были отличаться друг от друга. Иногда даже приходилось брать нетренированных домашних собак у местных жителей. У каждой собаки из главной роли был свой дрессировщик. Всего использовалось около 90 собак, но далеко не к каждой можно было приставить наставника по причине нехватки такого количества специалистов-кинологов, поэтому иногда на съёмочной площадке стоял оглушительный лай.
В процессе съёмок, к удивлению группы, режиссёр и собака Флай, сыгравшая Нану, обнаружили общее увлечение — волейбольный мяч. Когда Брайан Левант, являющийся волейболистом, во время отдыха бросил мяч, тот вернулся обратно. Флай подбежала, и отбила мяч Брайану мордой и лапами. От неожиданности съёмочная группа замерла в изумлении.
Собаки Ди Джей, Кода Бир, Флойд и Бакк также снимались в фильме «Белый плен» режиссёра Фрэнка Маршалла. В фильме описывалась жизнь собак в Антарктике, по стечению обстоятельств оставленных зимовать одних без людей.
Аниматроникой и созданием кукольных копий собак для особых режимов съёмок занимался Дэвид Бэркли. В его обязанности входило изготовление точных копий главных героев — собак, которые могли бы изображать человеческие эмоции на своих мордах. Например, в моментах, когда пёс Демон бросался на главного героя Теда Брукса, на самом деле использовалась ненастоящая собака.

### Образ Толкетны
Городок Толкетна, состоящий из декораций, был построен в Канморе, (Альберта, Канада). В его стиле прослеживались несколько разных типов домов Аляски. Место главной улицы городка было подобрано с таким расчётом, чтобы находящаяся неподалёку огромная красивая заснеженная скала всё время была на заднем плане. Съёмки фильма производились на замёрзшем озере, горных вершинах и скалах. Большая часть актёров и съёмочная группа попали в непривычные для людей из Лос-Анджелеса условия. Фактически с ними произошло то же, что и с Тедом Бруксом, прибывшим из солнечного Майами на Аляску. Во время съёмок было очень холодно и туманно, мела метель. Иногда температура опускалась до −30 °C при ветре 80 км/ч. Было так холодно, что трудно было говорить. Самое главное было не получить обморожение лица, особенно актёрам. Для фильма это были идеальные условия и полная реалистичность, но работать в этих условиях было крайне тяжело. Из-за сложности условий съёмки, холода и сырости многие сцены не получились и были удалены. Спецэффекты создавались особым отделом компании «Дисней».

## Отзывы
Несмотря на то, что фильм был оценён критиками довольно прохладно (например, на «Rotten Tomatoes» получил только 23 %), по сборам проект является успешным — было заработано более 81 млн долларов, при бюджете в 33 млн долларов.

## Награды
Композитор фильма Джон Дебни в 2003 году получил премию от Американского общества композиторов, авторов и издателей (ASCAP) за оригинальный саундтрек.